# Agneta Falkengren
Agneta Falkengren, född 3 juli 1941, är en svensk före detta friidrottare (höjdhopp). Hon tävlade för klubben IS Göta i Helsingborg.